# (500532) 2012 UT
(500532) 2012 UT es un asteroide perteneciente al cinturón de asteroides, descubierto el 16 de diciembre de 2007 por el equipo del Spacewatch desde el Observatorio Nacional de Kitt Peak, Arizona, Estados Unidos.

## Designación y nombre
Designado provisionalmente como 2012 UT.

## Características orbitales
2012 UT está situado a una distancia media del Sol de 3,135 ua, pudiendo alejarse hasta 3,564 ua y acercarse hasta 2,706 ua. Su excentricidad es 0,136 y la inclinación orbital 7,897 grados. Emplea 2028,01 días en completar una órbita alrededor del Sol.

## Características físicas
La magnitud absoluta de 2012 UT es 15,7. 